# Enki
Enki w mitologii sumeryjskiej (Ea w mitologii babilońskiej) – bóg słodkich wód, bóg mądrości, stwórca człowieka, czczony w Eridu, w którym była poświęcona mu świątynia E-abzu. Razem z bogiem nieba Anu i bogiem Enlilem tworzył wielką triadę głównych bóstw. Jego żoną była Damgalnuna – bogini ziemi, natomiast córka Ninkasi była boginią piwa. 
Według sumeryjskiego mitu Enki i porządek świata Enki pod postacią byka zapełnił swoim nasieniem rzekę Tygrys i przydzielił pomniejszym bogom ich role oraz powierzył opiekę nad Ziemią bogu słońca Utu.
W micie Inana i Enki bóstwo opiekuje się prawami boskimi me, które Inana podstępnie mu odbiera i przewozi do swojej świątyni E-ana w Uruk. Enki stworzył też mędrca Adapę.